# Rudnjanski rajon (Smolensk)
Der Rudnjanski rajon (russisch Руднянский район) ist der am weitesten westlich gelegene Rajon in der Oblast Smolensk in Russland.
Auf einer Fläche von 2111 km² leben  24.551 Einwohner (2010). Verwaltungszentrum des Rajons ist die Kleinstadt Rudnja mit etwa 10.000 Einwohnern (2010).
Benachbarte Rajons sind im Norden der Welischski rajon, im Osten die Rajons Demidowski und Smolenski sowie im Süden der Krasninski rajon. Im Westen grenzt der Rudnjanski rajon an Belarus.